# Carmen, Agusan del Norte
Carmen là một đô thị hạng 4 ở tỉnh Agusan del Norte, Philippines. Theo điều tra dân số năm 2015, đô thị này có dân số 20.839 người trong.

## Các khu phố (barangay)
Carmen được chia thành 8 khu phố (barangay).
- Cahayagan
- Gosoon
- Manoligao
- Poblacion (Carmen)
- Rojales
- San Agustin
- Tagcatong
- Vinapor